# Panulia papuensis
Panulia papuensis là một loài bướm đêm trong họ Geometridae.